# Субрепція
Шахрайство або субрепція (лат. subreptio) — поняття римського права, яке вважалося загальним правом у Європі до 19 століття. Поняття описує введення хибних доказів у судовий процес.
У німецьку філософію ввели поняття субрепція Іммануїл Кант і Крістіан Вольф і на той час воно відігравало неабияку роль.
З часом поняття субрепції у Європі починає змінюватися і набувати більш широкого значення.
У традиційній логіці існує два трактування субрепції:
- з одного боку, шахрайство або субрепція —  це досягнення помилкового результату через правильне судження;
- з іншого, це неправильний висновок у силогізмі через використання одного і того ж поняття в головному і підрядному реченнях в неоднакових значеннях.